# Ibn Wahshiyya
Ibn Waḥshiyya (in arabo أبو بكر أحمد بن وحشية‎?, Ἀbū Bakr Ἀḥmad ibn Ἁlī ibn Qays al-Waḥšiyya al-Kasdānī al-Qusaynī al-Nabaṭī al-Sūfī) (IX secolo; ... – 930) è stato uno scrittore, alchimista, agronomo, egittologo e storico arabo di origine assiro-nabatea, nato a Qusayn, vicino Kufa (Iraq).
In Europa, era conosciuto all'inizio dell'età moderna come Ahmad Bin Abubekr Bin Wahishih.
Un riferimento a Ibn Waḥshiyya si trova nel libro giallo archeologico I codici del labirinto di Kate Mosse.

## Opere
Ibn al-Nadim nel Kitāb al-Fihrist elenca un gran numero di libri su magia, statue, offerte, agricoltura, alchimia, fisica e medicina, che furono o scritti, o tradotti da libri anteriori, ad opera di Ibn Waḥshiyya.

### Agricoltura
(S.H. Nasr)
Tradusse un libro chiamato Agricoltura nabatea (Kitāb al-falāḥa al-nabaṭiyya) (c. 904), un importante trattato sul tema, che si diceva fosse basato su antiche fonti babilonesi. Il libro esalta la civiltà babilonese-aramaico-siriana contro quella degli Arabi conquistatori. Contiene informazioni preziose su agricoltura e superstizioni, e in particolare discute credenze, attribuite ai Sabei che vi fossero popoli prima di Adamo, che Adamo avesse genitori e che venisse dall'India. Queste idee furono commentate dai filosofi ebraici Judah ben Samuel Halevi e Maimonide, che esercitarono una certa influenza sul millenarista francese del XVII secolo Isaac La Peyrère.

### Egittologia
Ibn Wahshiyya fu uno dei pochi storici forse in grado di decifrare almeno parzialmente ciò che era scritto negli antichi testi geroglifici egizi, collegandoli alla lingua copta contemporanea usata dai preti copti del suo tempo. Un manoscritto arabo del libro Kitāb shawq al-mustahām fī maʿrifat rumūz al-’aqlām di Ibn Waḥshiyya, un'opera che parla di un certo numero di antichi alfabeti, nei quali egli identificava e decifrava una serie di geroglifici egizi, fu letto in seguito da Athanasius Kircher nel XVII secolo, e poi tradotto e pubblicato in inglese da Joseph von Hammer-Purgstall nel 1806 come Ancient Alphabets and Hieroglyphic Characters Explained; with an Account of the Egyptian Priests, their Classes, Initiation, and Sacrifices in the Arabic Language by Ahmad Bin Abubekr Bin Wahishih (Antichi alfabeti e caratteri geroglifici spiegati; con un resoconto dei sacerdoti egizi, delle loro lezioni, iniziazione e sacrifici in lingua araba di Ahmad Bin Abubekr Bin Wahishih), 16 anni prima della decifrazione completa dei geroglifici egizi da parte di Jean-François Champollion. Questo libro era conosciuto da Silvestre de Sacy, un collega di Jean-François Champollion. Il Dr Okasha El Daly, dell'Istituto di Archeologia dello University College (Londra), sostiene che alcuni geroglifici erano stati decodificati da Ibn Waḥshiyya, otto secoli prima che Champollion decifrasse la stele di Rosetta.
Tutto l'impianto fu sottoposto a documentata critica da parte di due rinomati specialisti ottocenteschi quali A. von Gutschmid e Th. Nöldeke, che espressero le loro perplessità circa l'impianto costruito da A. Kircher e da J. von Hammer-Purgstall.